# Mitromorpha senegalensis
Mitromorpha senegalensis é uma espécie de gastrópode do gênero Mitromorpha, pertencente a família Mitromorphidae.